# Tony Barton
Anthony Edward Barton (n. 8 aprilie 1937, Greater London, Anglia, Regatul Unit – d. 20 august 1993, Hampshire, Anglia, Regatul Unit) a fost fotbalist și antrenor englez. S-a născut în Sutton și a antrenat pe Aston Villa cu succes în finala Cupei Campionilor din 1982.

## Palmares

### Ca antrenor
Aston Villa
- Cupa Campionilor Europeni: 1982
- Supercupa Europei: 1982